# 洛宗河
洛宗河（法語：Lauzon，法語發音：[lozɔ̃]）是法国德龙省与沃克吕兹省的河流，是罗讷河的左支流，长31.4千米。